# Araignée dans la culture

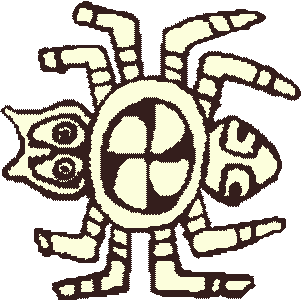
Représentation d'une araignée de la période précolombienne à Spiro Mounds.

Les araignées ont fait l'objet de différentes représentations culturelles au cours de l'histoire tant au travers de la mythologie, du symbolisme, des arts ou de la culture populaire. La mythologie grecque et la littérature africaine ont utilisé les araignées afin de représenter plusieurs éléments qui persistent encore aujourd'hui au travers de certains personnages de fiction tels que Araigne dans Le Seigneur des anneaux ou Spider-Man. L'araignée a symbolisé la patience et la persistance, du fait de ses techniques de chasse. Elle est aussi un symbole de la tromperie et de la malice du fait de son venin toxique et la mort lente qu'il cause, qui était souvent interprété comme une malédiction. Enfin, l'araignée sert d'inspiration tant à d'anciens géoglyphes qu'à des spectacles modernes.
Bien que toutes les araignées ne tissent pas de toiles pour chasser leurs proies, beaucoup de cultures lient cette capacité à l'origine du tissage, filage, du nœud et du filet de pêche. Le tissage de la toile a aussi associé les araignées à la création de mythe du fait de l’apparence artistique de leurs toiles. Les araignées ont fait l'objet de rejets, d'histoires et de mythes pendant des siècles. La toile d'araignée est souvent utilisée comme métaphore ou analogie et, aujourd'hui, les termes  « Internet » ou « World Wide Web » évoquent l'interconnexion des toiles d'araignée.

## Sources
- (en) Cet article est partiellement ou en totalité issu de l’article de Wikipédia en anglais intitulé « Cultural depictions of spiders » (voir la liste des auteurs).